# Olejek lawendowy

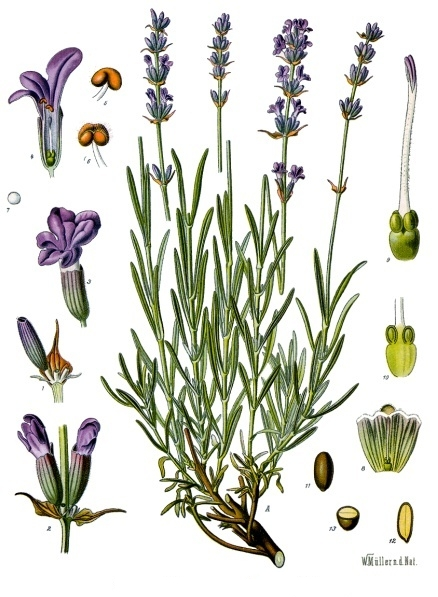
Lavandula angustifolia

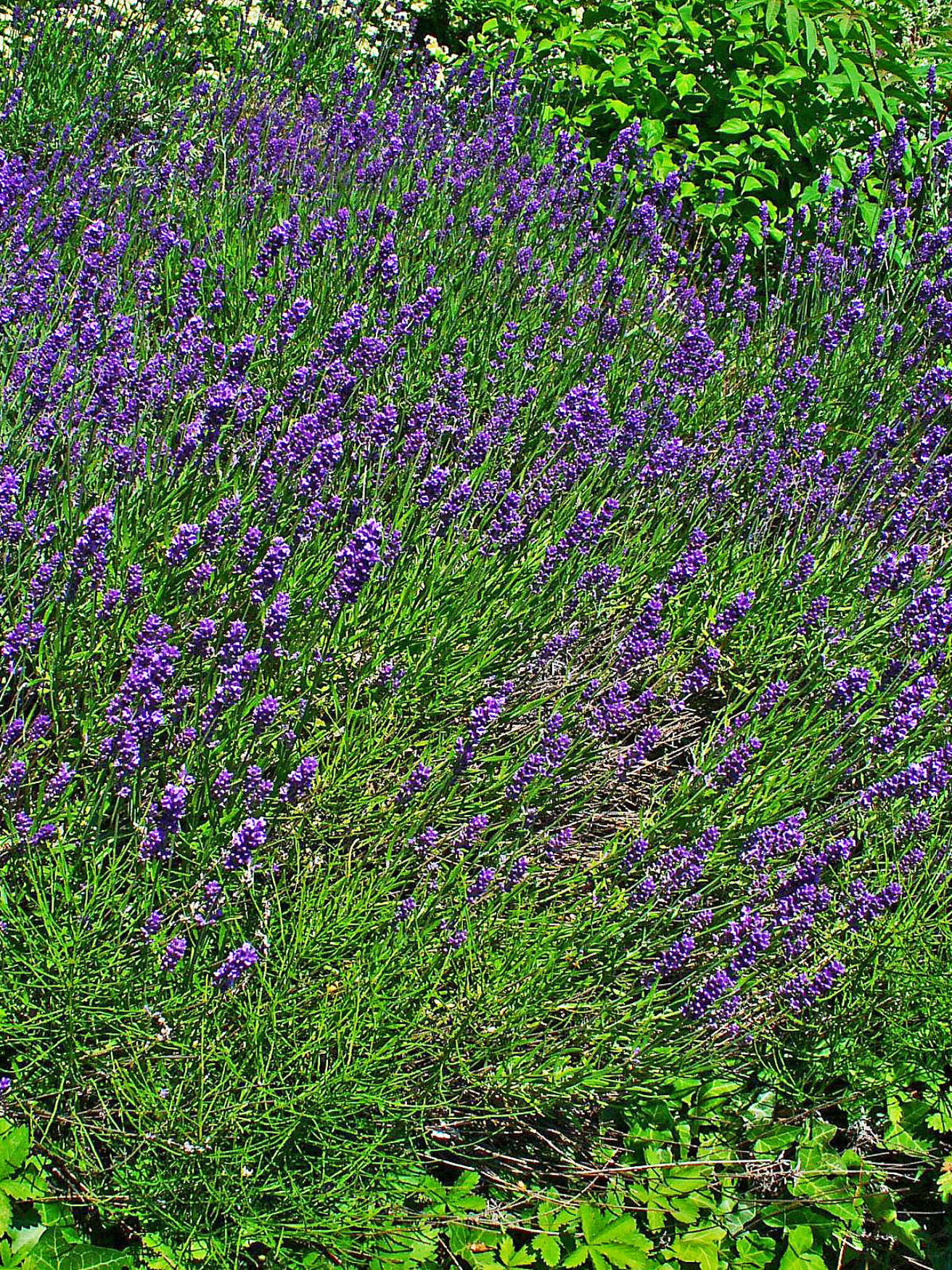
Lavandula angustifolia

Olejek lawendowy (łac. Oleum Lavandulae) – olejek eteryczny pozyskiwany z lawendy wąskolistnej, zwanej też lekarską lub prawdziwą (Lavandula angustifolia), uprawianej przede wszystkim na południu Francji. Olejek lawendowy jest pozyskiwany metodą destylacji z parą wodną kwitnących szczytów rośliny. Olejek lawendowy występuje w kilku chemotypach, do najpowszechniejszego należy ten bogaty w octan linalilu i linalol. Olejek lawendowy jest stosowany jako składnik perfum, wód toaletowych, mydeł, leków, mieszanek aromaterapeutycznych oraz jako przyprawa.

## Uprawa i zbiory lawendy
Lawenda (łac. Lavandula L.) to rodzaj roślin z rodziny jasnotowatych, który obejmuje ponad 40 gatunków pochodzących z obszaru śródziemnomorskiego. Gatunek Lavandula angustifolia (lawenda wąskolistna) jest olejkodajną krzewinką, uprawianą na dużą skalę np. w Prowansji, w dystrykcie Traszigang w Bhutanie (gdzie jest obok ryżu jednym z dwóch głównych produktów rolnych) lub na chorwackiej wyspie Hvar, nazywanej „wyspą lawendową”. Może być uprawiana również na wyższych szerokościach geograficznych. W Polsce obszary jej potencjalnej uprawy prawie pokrywają się z obszarami uprawy rzepaku ozimego. Wskazana jest południowa wystawa pola, osłonięcie od wiatrów, gleba przepuszczalna o dużej zawartości wapnia, na podłożu wapiennym, np. rędzina, less, gleby próchnicze. Gleba powinna być głęboko przeorana i racjonalnie nawożona (nie jest zalecane nawożenie obornikiem).
Rośliny można rozmnażać:
 ; z nasion: Nasiona są wysiewane do inspektów lub rozsadników. W czasie jesiennego siewu do rozsadnika stosuje się ok. 4 kg nasion na 1 ha planowanego pola. Sadzonki są wysadzane na miejsca stałe wiosną drugiego roku po posianiu.
 ; metodami wegetatywnymi: Metody te są stosowane przy rozmnażaniu cennych odmian rośliny. Stosuje się ukorzenianie pędów zielnych lub kopczykowanie. Po dwóch latach wzrostu sadzonek w inspektach i rozsadnikach są one wysadzane na pole rzędowo, w liczbie ok. 32 tys. na 1 ha. Pozostają na tym samym polu (okresowo nawożone, przerzedzane i odmładzane przez przycinanie) przez 6–8 lat.
Zbiory rozpoczyna się najwcześniej w drugim roku od założenia plantacji, ścinając kwiaty ręcznie lub maszynowo, po rozwinięciu się ok. 50% pączków. Są przekazywane odbiorcom w stanie świeżym lub po wysuszeniu w temperaturze nie przekraczającej 40 °C. Wydajność kwiatów i olejku, uzyskiwanego z jednego hektara w dużym stopniu zależy od odmiany rośliny i warunków uprawy. Przeciętna wydajność olejku otrzymywanego z Lavendula officialis wynosi 0,7–0,9%. Na Węgrzech w latach 60. XX w. uzyskiwano przeciętny plon 30–40 q/ha (10–15 kg olejku/ha), jednak uprawiając nowe „rody hodowlane” osiągnięto plon ok. 100 q/ha (> 20 kg olejku/ha).

## Pozyskiwanie olejku lawendowego i innych przetworów aromaterapeutycznych

### Olejek eteryczny
Destylacja z parą wodnąMetoda destylacyjna jest najbardziej popularna. Początkowo kwiaty były zalewane wodą w kotłach bezpośrednio ogrzewanych na ogniu. Uzyskiwano olejki o stosunkowo małej zawartości estrów (ulegają one zmydlaniu). Większa wydajność olejków o najwyższej jakości (największej zawartości estrów) jest osiągana w urządzeniach, w których kwiaty są poddawane działaniu pary wytwarzanej w odrębnym kotle (alembik). Wskazane jest stosowanie kwiatów świeżych, ponieważ w czasie suszenia ulatnia się, poza wodą, część olejku – przede wszystkim terpeny. Powoduje to, że produkt destylacji mają większy ciężar właściwy i większą względną zawartość estrów.

### Konkrety i absoluty
Ekstrakcja rozpuszczalnikami lotnymiKwiaty lawendy są poddawane ekstrakcji np. benzenem lub eterem naftowym. Po odparowaniu rozpuszczalników z ekstraktu powstaje stały lub półstały konkret (fr.. concrèt), uzyskiwany z wydajnością 1,5–2,2%. Z niego, po oddzieleniu wosków, jest otrzymywany ciekły absolut (wydajność 50–60%).

## Skład chemiczny

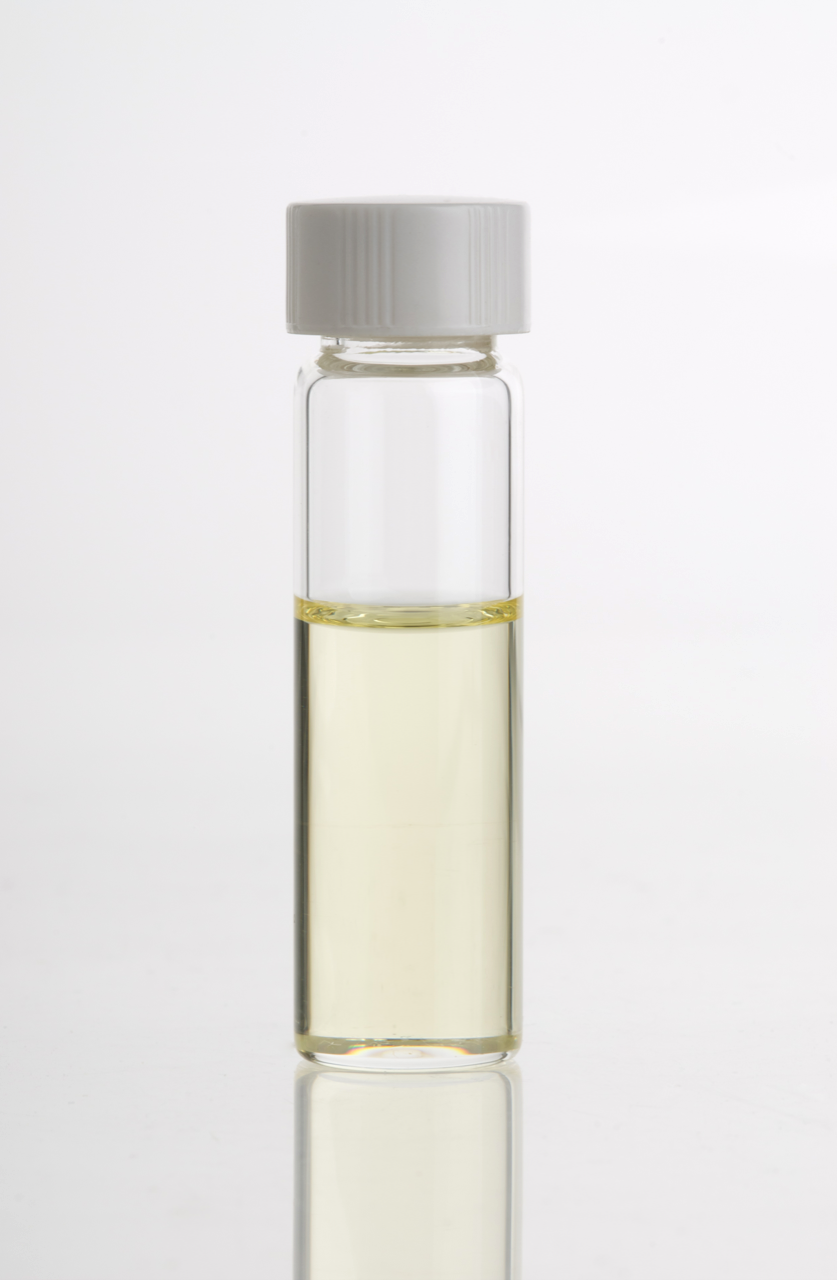
Olejek lawendowy

Octan linalilu

Linalol

Borneol

Głównymi składnikami olejku lawendowego są octan linalilu i linalol.
Francuski olejek lawendowy otrzymywany metodą destylacyjną zawiera zwykle 30–60% octanu linalilu z domieszkami odpowiednich estrów kwasu masłowego, walerianowego i kapronowego. W skład kolejnej grupy związków, stanowiącej 28–46% olejku, wchodzą: L-linalol i inne alkohole (np. alkohol amylowy, borneol, geraniol, lawandulol, nerol). Stwierdzono też obecność małych ilości furfuralu, beta-ocymenu, ketonu etylowo-n-amylowego, α-pinenu, eukaliptolu, octanu D-bornylu, kariofilenu i kumaryny oraz przypuszczalną obecność aldehydu walerianowego, karwonu i tymolu.
Według "Farmakopei Europejskiej" olejek lawendowy powinien zawierać linalol (20,0 do 45,0%), octan linalilu (25,0% do 47,0%), 3-oktanon (0,1% do 5,0%) i terpinen-4-ol (od 0,1% do 8,0%).
W ekstraktach z lawendy stwierdza się dużo większe ilości kumaryny. Zidentyfikowano też eter metylowy umbeliferonu.
Brytyjski olejek lawendowy (produkowany w dużo mniejszych ilościach) charakteryzuje się mniejszą zawartością estrów. Może zawierać eukaliptol.

## Właściwości fizykochemiczne i organoleptyczne
Olejki otrzymywane w wyniku destylacji z parą wodną lawendy francuskiej są cieczami o żółtawym lub żółtawo-zielonawym zabarwieniu o przyjemnym zapachu i silnym aromatycznym smaku (lekko gorzkawym). Olejki wytwarzane w skali laboratoryjnej i półtechnicznej z lawendy hodowanej w Polsce mają podobne właściwości organoleptyczne i fizykochemiczne. Zapach destylatów nieco różni się od zapachu świeżych kwiatów. Większe podobieństwo osiąga się stosując metodę ekstrakcyjną. Konkret (concrète) jest produktem stałym lub półstałym o zabarwieniu ciemnozielonym (bywa poddawany odbarwianiu). Jest częściowo rozpuszczalny w olejkach eterycznych i alkoholu etylowym o stężeniu 95°.
Angielski olejek lawendowy ma zapach z nutą kamforowo–eukaliptusową, mniej słodki od zapachu olejku francuskiego.
| Właściwość                                        | Olejki francuskie różnego pochodzenia (według Gildemeistra i Hoffmanna) | Olejki francuskie, typ pośredni (według Guenthara) | Olejki krajowe, surowiec świeży, skala półtechniczna (Kazuń Polski) |
| gęstość wzgl. wody, d                             | d15/15 = 0,880–0,896                                                    | d25/25 = 0,880–0,886                               | d15/15 = 0,8883                                                     |
| skręcalność αD                                    | −3° do −11°                                                             | −7°58' do −8°45'                                   | −8°75'                                                              |
| współczynnik załamania światła nD                 | 1,458–1,464                                                             | 1,4588–1,4607                                      | 1,4632                                                              |
| zawartość estrów w przeliczeniu na octan linalilu | zwykle 30–40% (niekiedy >50%)                                           | 44,8–48,8%                                         | 43,2%                                                               |
| rozpuszczalność w alkoholu etylowym 70°           | zwykle 1 obj. / 2–3 obj. (niekiedy > 10 obj. ze zmętnieniem)            | 1 obj. / 2–3 obj. (niekiedy więcej, z opalizacją)  | 1 obj. / 15 obj. (ze słabym zmętnieniem)                            |

## Zastosowania
W perfumiarstwie olejek lawendowy był w poprzednich stuleciach bardzo popularny. W XVIII w. niemal wszystkich europejskich dworach królewskich i książęcych korzystano z  „Eau de Cologne” –  wody kolońskiej Fariny, która rozsławiła Kolonię jako miasto perfum. W skład modnej przez wieki kompozycji wchodziły olejki:
– bergamotowy, cytrynowy, pomarańczowy – nuta głowy,
– lawendowy, rozmarynowy – nuta serca,
– neroli (kwiat gorzkiej pomarańczy) – nuta bazy.
W latach 1910–1915 powstały znane brytyjskie kompozycje zapachowe pierwszych męskich wód toaletowych: „English Lavender” Atkinsona i „Old English Lavender” Yardleya, zastąpionych w 1934 roku przez „Pour un homme” Carona. W tych jednokwiatowych kompozycjach stosowano olejek pozyskiwany z brytyjskiego gatunku lawendy (Lavandula spica). Innymi dawnymi perfumami lawendowymi jest "Woda lawendowa". Według przepisu z 1857 r. składała się z olejku lawendowego, wody różanej i spirytusu.
Obecnie zapach lawendy jest przez perfumiarzy wykorzystywany rzadziej, co tłumaczy się zbyt silnym jego skojarzeniem z zapachem proszków do prania. Olejek stosuje się w kompozycjach męskich wód toaletowych jako składnik świeżej nuty początkowej. Jest często używany w gospodarstwie domowym, np. jako środek odświeżający lub przyprawa kuchenna.
W farmacji olejek lawendowy jest stosowany, jako środek zapachowy, do wyrobu spirytusu lawendowego (Spiritus Lavandulae FP III) i spirytusu mydlanego (Spiritus Saponis kalini FP XII) oraz dodatek do leków galenowych, np. Acetum profumatum, Mixtura oleoso-balsamica, Spiritus Rosmarini compositus i inne. Jest też składnikiem soli trzeźwiących. Olejkowi przypisuje się różnego rodzaju oddziaływania fitofarmakologiczne, np. uspokajające i nasenne, pobudzające wydzielanie soków trawiennych, antyseptyczne, przeciwwzdęciowe, moczopędne. Olejek jest też polecany do wcierania miejscowego, jako środek o działaniu przeciwzapalnym i przeciwbólowym. Zależność między chemicznym składem olejków i ich biologiczną aktywnością jest wciąż przedmiotem badań.
W aromaterapii olejek lawendowy jest stosowany ze względu na łagodne działanie uspokajające, jako środek ułatwiający zasypianie, przeciwzapalny, przeciwdrobnoustrojowy, przeciwskurczowy i przeciwbólowy. Wykorzystuje się go jako składnik mieszanek zmniejszających ból miesiączkowy, leczących drobne urazy skórne oraz balsamów do masażu.

### Zastosowanie w medycynie
Do bakterii wrażliwych na działanie olejku zaliczono m.in. Bacillus subtilis, Escherichia coli, Staphylococcus aureus, S. epidermidis, Pseudomonas aeruginosa, Proteus vulgaris oraz Listeria monocytogenes. Olejek lawendowy wykazał wysoką skuteczność wobec szczepów lekoopornych, m.in. opornego na metycylinę gronkowca złocistego – S. aureus MRSA (MIC = 0,5%) oraz opornych na wankomycynę szczepów enterokoków – Enterococcus VRE (MIC = 0,1%). W badaniach wykazano zdolność olejku do hamowania kiełkowania zarodników grzybów pleśniowych, a mianowicie u Aspergillus fumigatus, Fusarium solani, Penicillium expansum i Rhizopus arrhizus,, a także drożdży Candida mycoderma, Candida albicans i Candida glabrata. Olejek lawendowy w stężeniu 10 μl/ml wyraźnie ograniczył wzrost grzybni wegetatywnej Aspergillus niger, A. ochraceus i Fusarium culmorum na poziomie od 29 do 93%